# Burg Wolfershausen
Die Burg Wolfershausen, auch castellum wolfershusen genannt, war eine kleine, wohl im 12. Jahrhundert erbaute und bereits im Jahre 1273 zerstörte Niederungsburg in Wolfershausen, einem Stadtteil von Felsberg im nordhessischen Schwalm-Eder-Kreis.

## Geographische Lage
Der Burgstall befindet sich etwa an der Stelle, wo heute die Kirche steht, unmittelbar nördlich der Lotterbergstraße (die von Deute im Westen kommende Kreisstraße 4), wo die Sackgasse „In der Burg“ zumindest namentlich an sie erinnert. Nach der Zerstörung der Burg – wann genau ist nicht bekannt – wurde auf den Resten der Burgruine eine Wehrkirche mit quadratischem Turm erbaut; ihr gotisches Kirchenschiff wurde um 1425 errichtet und 1484 noch einmal umgebaut. Teile der Mauer des alten Kirchhofes stammen möglicherweise noch von der einstigen Burg.
Die frühere Vermutung, die Burg habe an der Stelle des heutigen Amselhofs, rund 750 m nordwestlich des Dorfkerns auf der sogenannten „Amsel“ auf oder an dem nahen Lotterberg gelegen – wie selbst Georg Landau in seiner 1842 erschienenen „Beschreibung des Kurfürstentums Hessen“ noch meinte – ist inzwischen widerlegt.

## Geschichte

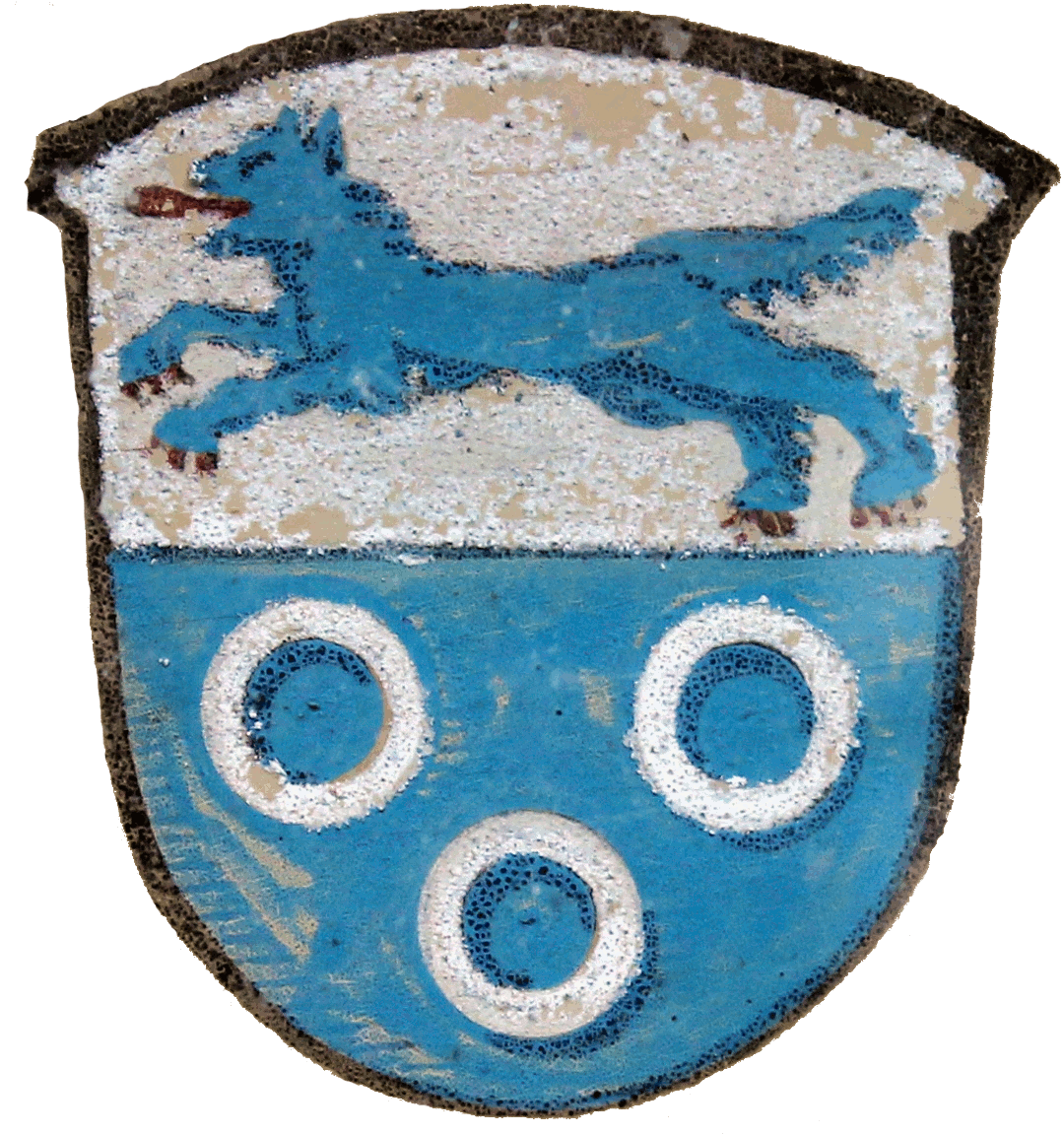
Wappen derer von Wolfershausen

Das Dorf Wolfershausen wurde 1061 erstmals urkundlich erwähnt. Dort saßen seit dem frühen 13. Jahrhundert die Herren von Wolfershausen. Ihr im Jahre 1259 erstmals gezeigtes Wappen zeigt einen nach heraldisch rechts laufenden Wolf und im unteren Feld drei Ringe, die die Herkunft der Familie aus Rengshausen symbolisieren. Die von Wolfershausen waren eine Nebenlinie des Rittergeschlechts derer von Rengshausen, angefangen mit Hermann von Rengoldehusen. Dieser war, wahrscheinlich im Jahre 1219 oder bald danach, als Nachfolger Alberts V. von Schauenburg, vom Erzstift Mainz mit dem mehrere Zenten umfassenden Obergericht „Ditmelle“ bei Kassel belehnt worden, wurde aber schon bald – spätestens 1225 – von dem Ludowinger Landgrafen Heinrich Raspe IV., der das Lehnsrecht für sich beanspruchte, aus diesem Amt verdrängt und dort durch den Kasseler Schultheißen ersetzt. Er wich nach Wolfershausen aus, wo er als Mainzer Lehnsmann das Gericht Wolfershausen erhielt und den Zehnten an das Petri-Stift im mainzischen Fritzlar ablieferte. In Wolfershausen bezog er eine kleine Burg, die er entweder bereits vorfand oder selbst errichtete. Auf ihn folgten seine Söhne Hermann und Heinrich, die sich bis 1275 teils nach dem alten, teils nach dem neuen Wohnsitz, später aber nur noch „von Wolfershausen“ bzw. „von Wulfeshusen“ nannten. Die beiden verfolgten eine Wankelpolitik zwischen dem Erzstift einerseits und den Landgrafen andererseits, was letztlich zur totalen Zerstörung ihrer Burg führte.
Nachdem der Ludowinger Landgraf Konrad von Thüringen 1232 auf seinem Feldzug gegen Fritzlar die nur 6 km südlich von Wolfershausen gelegene mainzische Heiligenburg bei Gensungen belagert und beschädigt hatte, wurden die Brüder, die vermutlich dort Burgmannen waren, von Erzbischof Siegfried III. mit ihrem Wiederaufbau beauftragt. Noch während sie damit beschäftigt waren, wechselten sie plötzlich auf die Seite der Landgrafen, möglicherweise weil sie hofften, die ihrem Vater entrissenen Gerichte zurückzubekommen. Der darob erboste Erzbischof sandte daraufhin Truppen gegen die noch nicht wieder fertiggestellte Heiligenburg, die den Herren von Wolfershausen und deren Hintersassen großen Schaden zufügten. Als dann im Februar 1247 der letzte Ludowinger Landgraf Heinrich Raspe IV. starb, wechselten die Brüder erneut auf die Mainzer Seite. Das kam Erzbischof Siegfried sehr gelegen, da er in seiner nun folgenden Auseinandersetzung um das hessische Erbe der Ludowinger mit der Herzogin Sophie von Brabant und deren kleinem Sohn Heinrich in dieser Gegend ansässige Vasallen gut brauchen konnte. Bereits am 24. März 1247 überließ er den Brüdern von Wolfershausen nicht nur die ihrem Vater von den Thüringer Landgrafen abgenommenen Gerichte, teils nach Lehnsrecht, teils als Pfand, sondern versprach auch, ihnen den durch seine Truppen auf und bei dem Heiligenberg angerichteten Schaden zu ersetzen. Zusätzlich zahlte er ihnen 20 Mark, um damit Ländereien zu ihrer Burg hinzuzukaufen.
Trotz ihres dem Erzbischof geleisteten Treueids schlossen sich die beiden von Wolfershausen später der Herzogin und in der Folge auch ihrem Sohn, dem Landgrafen Heinrich I. von Hessen, an – wobei der Zeitpunkt dieses Seitenwechsels nicht ganz klar ist. Noch im Jahre 1270 hatten sie einen mainzischen Burgsitz auf der Heiligenburg, 1272 waren sie in friedlicher Absicht in Fritzlar und im Frühjahr 1273 verteidigten sie die Heiligenburg bis zu ihrer völligen Zerstörung gegen einen Angriff landgräflicher Truppen. Bereits im Sommer 1273 befanden sie sich dann jedoch in einer grimmigen Fehde mit der Stadt und dem St. Petri-Stift Fritzlar, denen sie mit Raubzügen, Plünderungen und Verwüstungen in deren Gebieten schweren Schaden zufügten. Daraufhin schickte die Stadt noch im selben Sommer ein bewaffnetes Aufgebot nach Wolfershausen, das die Burg der Ritter so vollständig zerstörte, dass ihnen – die in der Folge als landgräfliche Vasallen und bis 1454 als hessische Burgmannen zu Melsungen erscheinen – ein Wiederaufbau nicht mehr opportun erschien. In einer Urkunde vom 19. März 1292 ist bereits die Rede von zwei Höfen, die in Wolfershausen dort standen, wo sich vordem die Burg und ihre Vorburg (“preurbium”) befunden hatten. 1274 verzichtete die Stadt Fritzlar gegenüber dem St. Petri-Stift auf die Erstattung von bei der Zerstörung der Burg entstandenen Kosten.